# Ryan O'Keeffe
Ryan O'Keeffe, né le 28 mai 1986 est le batteur du groupe de hard rock australien Airbourne qu'il a créé avec son frère  Joel O'Keeffe en 2003.

## Biographie
Originaire de Warrnambool en Australie, Ryan se met à la batterie à l'âge de 11 ans.